# الراعفة
الراعفة هي مدينة تقع على بعد 20 كم عن مدينة أم القيوين، الإمارات العربية المتحدة، ومشهورة بشاطئها الذي تقام فيه الأنشطة الترفيهية والتخييم.